# Stazione di Aielli
La stazione di Aielli è una fermata ferroviaria della ferrovia Roma-Pescara a servizio della frazione di Aielli Stazione nel comune di Aielli.

## Storia
La fermata venne inaugurata nel 1888, in occasione dell'apertura dell'intera linea.
Durante la seconda guerra mondiale il fabbricato viaggiatori originale è stato abbattuto ed è stato in seguito sostituito.

## Strutture e impianti
La gestione degli impianti è affidata a Rete Ferroviaria Italiana (RFI), controllata del gruppo Ferrovie dello Stato.
Il fabbricato viaggiatori  si compone su due livelli di cui soltanto parte del piano terra è aperto ai viaggiatori. Il piano terra è rivestito in travertino, mentre il piano superiore è in muratura e tinteggiato in marrone. Accanto al fabbricato viaggiatori sono presenti un giardinetto ed un piccolo deposito attrezzi.
Il piazzale ferroviario è dotato di un unico binario.

## Movimento
Il servizio ordinario è svolto in esclusiva da parte di Trenitalia (controllata del gruppo Ferrovie dello Stato) per conto della Regione Abruzzo.
I treni che fermano sono esclusivamente di tipo regionale.
Data la scarsa utenza, costituita principalmente da studenti, sono circa dieci i treni che effettuano servizio in questa stazione e le loro destinazioni sono Avezzano, Sulmona, Pescara e Roma Tiburtina.

## Servizi
- Sala d'attesa

## Interscambi
- Fermata autobus